# Karen Bass
Karen Ruth Bass (ur. 3 października 1953 w Los Angeles) – amerykańska polityczka, członkini Partii Demokratycznej.

## Działalność polityczna
Od 2005 zasiadała w Stanowym Zgromadzeniu Kalifornii. Następnie w okresie od 3 stycznia 2011 do 3 stycznia 2013 przez jedną kadencję była przedstawicielką 33. okręgu, a od 3 stycznia 2013 do 9 grudnia 2022 była przedstawicielką 37. okręgu wyborczego w stanie Kalifornia w Izbie Reprezentantów Stanów Zjednoczonych.